# Cayo Saetia
Cayo Saetia – wyspa koralowa należąca do kubańskiej prowincji Holguín. Powierzchnia – 42 km².
Wyspa leży około 120 kilometrów od stolicy prowincji, Holguínu. Najbliższe większe miasto znajduje się w odległości około 20 kilometrów i jest nim Mayarí.
Krajobraz jest podzielony na otwarte równiny w części południowej oraz lasy i bagna, obejmujące głównie północno-zachodnią część wyspy.
Obecnie wyspa zarządzana jest przez firmę Grupo de Turismo Gaviota, S.A., która zbudowała na wyspie kurort.  Uwagę turystów przyciąga gospodarstwo, na którym żyją takie zwierzęta jak antylopy, zebry, bawół domowy, jelenie oraz strusie.